# چارلز دوهیگ
چارلز دوهیگ (متولد ۱۹۷۴) یک روزنامه‌نگار آمریکایی و نویسنده غیرداستانی است. در سال ۲۰۱۳، دوهیگ برندهٔ جایزه پولیتزر برای گزارش توضیحی شد.
او قبل از پیوستن به نیویورک تایمز برای روزنامه لس آنجلس تایمز می‌نوشت. او که اکنون در شهر نیویورک ساکن است، فارغ‌التحصیل دانشگاه‌های ییل (رشته تاریخ) و مدرسه کسب و کار هاروارد در رشته MBA است.
کتاب علمی داهیگ در زمینه شکل گیری عادت‌ها تحت عنوان «قدرت عادت؛ چرایی کارهایی که ما انجام می‌دهیم، در زندگی و کسب و کار»، در ۲۸ فوریه ۲۰۱۲ منتشر شد. روزنامه نیویورک تایمز خلاصه‌ای از آن را تحت عنوان «چگونه شرکت‌ها به رازهای شما پی می‌برند» منتشر کرد. کتاب قدرت عادت حدود ۶ هفته در لیست پر فروش ترین‌های نیویورک تایمز قرار داشت. در ایران این کتاب توسط نشر نوین ترجمه منتشر شده است.

## جستار های وابسته
- قدرت عادت